# Bjørn Farmann
Bjørn Farmann (Bjørn el Comerciante, también Bjørn Haraldsson, Farmand y Kaupman), (m. 934), príncipe de Noruega en el siglo IX, hijo del rey Harald I de Noruega y Svanhild Øysteinsdotter, hija de un jarl llamado Øystein (posiblemente Eystein Glumra).

## Familia
Bjørn fue padre de Gudrød Bjørnsson y por lo tanto el bisabuelo del rey Olaf II de Noruega.
La saga Heimskringla, escrita en Islandia hacia el siglo XIII por el escaldo Snorri Sturluson, menciona que el rey Harald tuvo tres hijos con Svanhild: Ragnar Rykkel, Bjørn Farmann y Olaf Haraldsson Geirstadalf. Bjørn Farmann se convirtió en rey de Vestfold y fue el primer hijo de Harald asesinado por su hermanastro Eirik Hacha Sangrienta, este último favorito del rey y elegido sucesor al trono, pero no era nada popular entre sus hermanastros.
Otras fuentes mencionan que Bjørn murió accidentalmente durante un viaje por mar, aun así la corona le dedicó un túmulo llamado Farmanshögen. Tras su muerte Olaf Haraldsson heredó Vestfold. 